# Naraura
Naraura é uma cidade e uma nagar panchayat no distrito de Bulandshahr, no estado indiano de Uttar Pradesh.

## Geografia
Naraura está localizada a 27° 30′ N, 78° 26′ L. Tem uma altitude média de 174 metros (570 pés).

## Demografia
Segundo o censo de 2001, Naraura tinha uma população de 20,376 habitantes. Os indivíduos do sexo masculino constituem 54% da população e os do sexo feminino 46%. Naraura tem uma taxa de literacia de 58%, inferior à média nacional de 59.5%: a literacia no sexo masculino é de 65% e no sexo feminino é de 49%. Em Naraura, 14% da população está abaixo dos 6 anos de idade.